# Kolodne, Teceu
Kolodne (în ucraineană Колодне, în maghiară Darva) este o comună în raionul Teceu, regiunea Transcarpatia, Ucraina, formată numai din satul de reședință.

## Demografie
Componența lingvistică a comunei Kolodne
     Ucraineană (99,67%)
     Alte limbi (0,33%)
Conform recensământului din 2001, majoritatea populației comunei Kolodne era vorbitoare de ucraineană (99,67%), existând în minoritate și vorbitori de alte limbi.